# Lední hokej na olympijských hrách
Lední hokej na olympijských hrách je turnajem, který je Mezinárodní hokejovou federací pořádán od roku 1920.

## Historie
Hokejový turnaj se měl poprvé představit na VI. olympijských hrách v Berlíně v roce 1916, ale hry se z důvodu první světové války neuskutečnily. Premiéru měl tedy až na VII. olympijských hrách v roce 1920 jako ukázkový sport.
(Na těchto hrách není tedy veden jako oficiální olympijský sport).
Po vzniku zimních olympijských her (1924) se stal lední hokej jejich nedílnou součástí. Až do roku 1968 se v rámci olympijského turnaje hrálo i mistrovství světa a od roku 1928 (s výjimkou zimních her v roce 1932 i mistrovství Evropy. Od roku 1972 se konají tyto soutěže samostatně.
Až do ZOH 1968 startovaly různé počty mužstev, proto i hrací systémy byly různé, hrálo se v jedné či více skupinách, 
podle počtu přihlášených. Počet účastníků byl poprvé pevně stanoven na ZOH 1972, kdy na turnaji mohlo startovat 12 mužstev. Pokud se přihlásilo více mužstev, uskutečnila se olympijská kvalifikace. Na ZOH 1972 a 1976 účastníci hráli kvalifikaci, která se hrála vylučovacím způsobem. Kvalifikační utkání rozhodla o zařazení do skupiny A, kde se hrálo o medaile. Poražení hráli o 7.–12. místo ve skupině B.
Na ZOH 1980 a 1984 se systém mění. Účastníci jsou rozděleni do dvou šestičlenných skupin, z nichž první dva postoupili do finálové skupiny, kde se hrálo o medaile. Na ZOH 1988 se hrálo stejným systémem, změna je jen v tom, že do finálové skupiny postoupily první tři týmy z každé skupiny. Od ZOH 1992 je zaveden nový hrací model, kdy mužstva po zápasech v základních skupinách postupují do vyřazovacích bojů play off. Na ZOH 1998 a 2002 je počet účastníků rozšířen na 14 a změněn hrací model. Šest nejlepších týmů určených podle žebříčku IIHF bylo nasazeno přímo do závěrečného turnaje. Zbylých osm mužstev hrálo ve dvou kvalifikačních skupinách, z nichž vítězové postoupili do závěrečného turnaje o medaile. Zde bylo osm týmů rozděleno do dvou skupin, v nichž se nehrálo o postup, ale jen o soupeře do následujícího play off. Na ZOH 2006 se systém a počet startujících opět mění. Počet účastníků vrací na dvanáct a model turnaje je tak, jak byl na ZOH 1992 nebo 1994.
Na ZOH 2010 byl hrací model opět jiný. Účastníci byli rozděleni do tří skupin po čtyřech týmech. Na konci skupinové části bylo všech 12 týmů seřazeno do žebříčku podle daných kritérií. Nejlepší 4 týmy (tj. vítězové skupin a nejlepší tým z druhých míst) postoupily přímo do čtvrtfinále play off. Týmy na 5. až 12. místě tohoto žebříčku hrály předkolo play off, ze kterého postoupili čtyři vítězové do čtvrtfinále. Dále již se hrálo klasickým pavoukem. Tímto systémem se ZOH hrají až do současnosti.

## Přehled soutěží
• – oficiální soutěž.
| Soutěž                    | Soutěž                    | 20 | 24 | 28 | 32 | 36 | 48 | 52 | 56 | 60 | 64 | 68 | 72 | 76 | 80 | 84 | 88 | 92 | 94 | 98 | 02 | 06 | 10 | 14 | 18 | 22 | Celkem |
| ------------------------- | ------------------------- | -- | -- | -- | -- | -- | -- | -- | -- | -- | -- | -- | -- | -- | -- | -- | -- | -- | -- | -- | -- | -- | -- | -- | -- | -- | ------ |
| muži                      | turnaj                    | •  | •  | •  | •  | •  | •  | •  | •  | •  | •  | •  | •  | •  | •  | •  | •  | •  | •  | •  | •  | •  | •  | •  | •  | •  | 25     |
| ženy                      | turnaj                    |    |    |    |    |    |    |    |    |    |    |    |    |    |    |    |    |    |    | •  | •  | •  | •  | •  | •  | •  | 7      |
|                           |                           |    |    |    |    |    |    |    |    |    |    |    |    |    |    |    |    |    |    |    |    |    |    |    |    |    |        |
| Počet oficiálních soutěží | Počet oficiálních soutěží | 1  | 1  | 1  | 1  | 1  | 1  | 1  | 1  | 1  | 1  | 1  | 1  | 1  | 1  | 1  | 1  | 1  | 1  | 2  | 2  | 2  | 2  | 2  | 2  | 2  | 32     |

## Mužský hokejový turnaj

### Přehled pořadatelských měst a medailistů
| Rok                                                                       | Zlato                 | Stříbro        | Bronz          | Místo                            | SČ       |
| ------------------------------------------------------------------------- | --------------------- | -------------- | -------------- | -------------------------------- | -------- |
| LOH 1920                                                                  | Kanada                | USA            | Československo | Antverpy (Belgie)                | Soupiska |
| ZOH 1924                                                                  | Kanada                | USA            | Velká Británie | Chamonix (Francie)               | Soupiska |
| ZOH 1928                                                                  | Kanada                | Švédsko        | Švýcarsko      | Svatý Mořic (Švýcarsko)          | Soupiska |
| ZOH 1932                                                                  | Kanada                | USA            | Německo        | Lake Placid (USA)                |          |
| ZOH 1936                                                                  | Velká Británie        | Kanada         | USA            | Garmisch-Partenkirchen (Německo) | Soupiska |
| V letech 1940–1944 se zimní olympijské hry nekonaly (druhá světová válka) |                       |                |                |                                  |          |
| ZOH 1948                                                                  | Kanada                | Československo | Švýcarsko      | Svatý Mořic (Švýcarsko)          | Soupiska |
| ZOH 1952                                                                  | Kanada                | USA            | Švédsko        | Oslo (Norsko)                    | Soupiska |
| ZOH 1956                                                                  | Sovětský svaz         | USA            | Kanada         | Cortina d'Ampezzo (Itálie)       | Soupiska |
| ZOH 1960                                                                  | USA                   | Kanada         | Sovětský svaz  | Squaw Valley (USA)               | Soupiska |
| ZOH 1964                                                                  | Sovětský svaz         | Švédsko        | Československo | Innsbruck (Rakousko)             | Soupiska |
| ZOH 1968                                                                  | Sovětský svaz         | Československo | Kanada         | Grenoble (Francie)               | Soupiska |
| ZOH 1972                                                                  | Sovětský svaz         | USA            | Československo | Sapporo (Japonsko)               | Soupiska |
| ZOH 1976                                                                  | Sovětský svaz         | Československo | Německo        | Innsbruck (Rakousko)             | Soupiska |
| ZOH 1980                                                                  | USA                   | Sovětský svaz  | Švédsko        | Lake Placid (USA)                | Soupiska |
| ZOH 1984                                                                  | Sovětský svaz         | Československo | Švédsko        | Sarajevo (Jugoslávie)            | Soupiska |
| ZOH 1988                                                                  | Sovětský svaz         | Finsko         | Švédsko        | Calgary (Kanada)                 | Soupiska |
| ZOH 1992                                                                  | SNS                   | Kanada         | Československo | Albertville (Francie)            | Soupiska |
| ZOH 1994                                                                  | Švédsko               | Kanada         | Finsko         | Lillehammer (Norsko)             | Soupiska |
| ZOH 1998                                                                  | Česko                 | Rusko          | Finsko         | Nagano (Japonsko)                | Soupiska |
| ZOH 2002                                                                  | Kanada                | USA            | Rusko          | Salt Lake City (USA)             | Soupiska |
| ZOH 2006                                                                  | Švédsko               | Finsko         | Česko          | Turín (Itálie)                   | Soupiska |
| ZOH 2010                                                                  | Kanada                | USA            | Finsko         | Vancouver (Kanada)               | Soupiska |
| ZOH 2014                                                                  | Kanada                | Švédsko        | Finsko         | Soči (Rusko)                     | Soupiska |
| ZOH 2018                                                                  | Olymp. sport. z Ruska | Německo        | Kanada         | Pchjongčchang (Korea)            | Soupiska |
| ZOH 2022                                                                  | Finsko                | Sportovci ROV  | Slovensko      | Peking (Čína)                    | Soupiska |

SČ = Sestavy československé a české reprezentace

### Historické pořadí podle medailí (2022)
| №  | Země                         | Zlato | Stříbro | Bronz | Celkem |
| 1  | Kanada                       | 9     | 4       | 3     | 16     |
| 2  | SSSR / SNS / Rusko           | 9     | 3       | 2     | 14     |
|    | z toho Sovětský svaz         | 7     | 1       | 1     | 9      |
|    | z toho SNS                   | 1     | 0       | 0     | 1      |
|    | z toho Rusko                 | 0     | 1       | 1     | 2      |
|    | z toho Olymp. sport. z Ruska | 1     | 0       | 0     | 1      |
|    | z toho Sportovci ROV         | 0     | 1       | 0     | 1      |
| 3  | USA                          | 2     | 8       | 1     | 11     |
| 4  | Švédsko                      | 2     | 3       | 4     | 9      |
| 5  | Československo / Česko       | 1     | 4       | 5     | 10     |
|    | z toho Československo        | 0     | 4       | 4     | 8      |
|    | z toho Česko                 | 1     | 0       | 1     | 2      |
| 6  | Finsko                       | 1     | 2       | 4     | 7      |
| 7  | Velká Británie               | 1     | 0       | 1     | 2      |
| 8  | Německo                      | 0     | 1       | 2     | 3      |
| 9  | Švýcarsko                    | 0     | 0       | 2     | 2      |
| 10 | Slovensko                    | 0     | 0       | 1     | 1      |

Ruská reprezentace je nástupcem reprezentace SSSR.
Česká reprezentace je nástupcem československé reprezentace.

### Účast jednotlivých zemí
| Země                 | 20 | 24 | 28 | 32 | 36 | 48 | 52 | 56 | 60 | 64 | 68 | 72 | 76 | 80 | 84 | 88 | 92 | 94 | 98 | 02 | 06 | 10 | 14 | 18 | 22 | Účast |
| -------------------- | -- | -- | -- | -- | -- | -- | -- | -- | -- | -- | -- | -- | -- | -- | -- | -- | -- | -- | -- | -- | -- | -- | -- | -- | -- | ----- |
| Austrálie            | –  | –  | –  | –  | –  | –  | –  | –  | 9  | –  | –  | –  | –  | –  | –  | –  | –  | –  | –  | –  | –  | –  | –  | –  | –  | 1     |
| Belgie               | =6 | 7  | 8  | –  | =9 | –  | –  | –  | –  | –  | –  | –  | –  | –  | –  | –  | –  | –  | –  | –  | –  | –  | –  | –  | –  | 4     |
| Bělorusko            |    |    |    |    |    |    |    |    |    |    |    |    |    |    |    |    |    | –  | 7  | 4  | –  | 9  | –  | –  | –  | 3     |
| Bulharsko            | –  | –  | –  | –  | –  | –  | –  | –  | –  | –  | –  | –  | 12 | –  | –  | –  | –  | –  | –  | –  | –  | –  | –  | –  | –  | 1     |
| Česko                |    |    |    |    |    |    |    |    |    |    |    |    |    |    |    |    |    | 5  | 1  | 7  | 3  | 7  | 6  | 4  | 9  | 8     |
| Československo       | 3  | 5  | 5  | –  | 4  | 2  | 4  | 5  | 4  | 3  | 2  | 3  | 2  | 5  | 2  | 6  | 3  |    |    |    |    |    |    |    |    | 16    |
| Čína                 | –  | –  | –  | –  | –  | –  | –  | –  | –  | –  | –  | –  | –  | –  | –  | –  | –  | –  | –  | –  | –  | –  | –  | –  | 12 | 1     |
| Dánsko               | –  | –  | –  | –  | –  | –  | –  | –  | –  | –  | –  | –  | –  | –  | –  | –  | –  | –  | –  | –  | –  | –  | –  | –  | 7  | 1     |
| Finsko               | –  | –  | –  | –  | –  | –  | 7  | –  | 7  | 6  | 5  | 5  | 4  | 4  | 6  | 2  | 7  | 3  | 3  | 6  | 2  | 3  | 3  | 6  | 1  | 17    |
| Francie              | =6 | =5 | 5  | –  | =9 | –  | –  | –  | –  | –  | 14 | –  | –  | –  | –  | 11 | 8  | 10 | 11 | 14 | –  | –  | –  | –  | –  | 10    |
| Itálie               | –  | –  | –  | –  | =9 | 8  | –  | 7  | –  | 15 | –  | –  | –  | –  | 9  | –  | 12 | 9  | 12 | –  | 11 | –  | –  | –  | –  | 9     |
| Japonsko             | –  | –  | –  | –  | =9 | –  | –  | –  | 8  | 11 | 10 | 9  | 9  | 12 | –  | –  | –  | –  | 13 | –  | –  | –  | –  | –  | –  | 8     |
| Jugoslávie           | –  | –  | –  | –  | –  | –  | –  | –  | –  | 14 | 9  | 11 | 10 | –  | 11 | –  | –  | –  | –  | –  |    |    |    |    |    | 5     |
| Kanada               | 1  | 1  | 1  | 1  | 2  | 1  | 1  | 3  | 2  | 4  | 3  | –  | –  | 6  | 4  | 4  | 2  | 2  | 4  | 1  | 7  | 1  | 1  | 3  | 6  | 23    |
| Kazachstán           |    |    |    |    |    |    |    |    |    |    |    |    |    |    |    |    |    | –  | 8  | –  | 9  | –  | –  | –  | –  | 2     |
| Jižní Korea          |    |    |    |    |    |    |    |    |    |    |    |    |    |    |    |    |    |    |    |    |    | –  | –  | 12 | –  | 1     |
| Lotyšsko             | –  | –  | –  | –  | =9 |    |    |    |    |    |    |    |    |    |    |    | –  | –  | –  | 9  | 12 | 12 | 8  | –  | 11 | 6     |
| Maďarsko             | –  | –  | 11 | –  | =7 | –  | –  | –  | –  | 16 | –  | –  | –  | –  | –  | –  | –  | –  | –  | –  | –  | –  | –  | –  | –  | 3     |
| NDR                  |    |    |    |    |    |    | –  | –  | –  | –  | 8  | –  | –  | –  | –  | –  |    |    |    |    |    |    |    |    |    | 1     |
| Německo              | –  | –  | 8  | 3  | 5  | –  | 8  | 6  | 6  | 7  | 7  | 7  | 3  | 10 | 5  | 5  | 6  | 7  | 9  | 8  | 10 | 11 | –  | 2  | 10 | 21    |
| Nizozemsko           | –  | –  | –  | –  | –  | –  | –  | –  | –  | –  | –  | –  | –  | 8  | –  | –  | –  | –  | –  | –  | –  | –  | –  | –  | –  | 1     |
| Norsko               | –  | –  | –  | –  | –  | –  | 9  | –  | –  | 10 | 11 | 8  | –  | 11 | 12 | 12 | 9  | 11 | –  | –  | –  | 10 | 12 | 8  | –  | 11    |
| Olym. sport. z Ruska |    |    |    |    |    |    |    |    |    |    |    |    |    |    |    |    |    |    |    |    |    |    |    | 1  |    | 1     |
| Polsko               | –  | –  | 8  | 4  | =9 | 6  | 6  | 8  | –  | 9  | –  | 6  | 6  | 7  | 8  | 10 | 11 | –  | –  | –  | –  | –  | –  | –  | –  | 13    |
| Rakousko             | –  | –  | 5  | –  | =7 | 7  | –  | 10 | –  | 13 | 13 | –  | 8  | –  | 10 | 9  | –  | 12 | 14 | 12 | –  | –  | 10 | –  | –  | 13    |
| Rumunsko             | –  | –  | –  | –  | –  | –  | –  | –  | –  | 12 | 12 | –  | 7  | 9  | –  | –  | –  | –  | –  | –  | –  | –  | –  | –  | –  | 4     |
| Rusko                |    |    |    |    |    |    |    |    |    |    |    |    |    |    |    |    |    | 4  | 2  | 3  | 4  | 6  | 5  |    |    | 6     |
| Slovensko            |    |    |    |    |    |    |    |    |    |    |    |    |    |    |    |    |    | 6  | 10 | 13 | 5  | 4  | 11 | 11 | 3  | 8     |
| Slovinsko            |    |    |    |    |    |    |    |    |    |    |    |    |    |    |    |    | –  | –  | –  | –  | –  | –  | 7  | 9  | –  | 1     |
| SNS                  |    |    |    |    |    |    |    |    |    |    |    |    |    |    |    |    | 1  |    |    |    |    |    |    |    |    | 1     |
| Sovětský svaz        | –  | –  | –  | –  | –  | –  | –  | 1  | 3  | 1  | 1  | 1  | 1  | 2  | 1  | 1  |    |    |    |    |    |    |    |    |    | 9     |
| Sportovci ROV        |    |    |    |    |    |    |    |    |    |    |    |    |    |    |    |    |    |    |    |    |    |    |    |    | 2  | 1     |
| Švédsko              | 4  | 4  | 2  | –  | 5  | 4  | 3  | 4  | 5  | 2  | 4  | 4  | –  | 3  | 3  | 3  | 5  | 1  | 5  | 5  | 1  | 5  | 2  | 5  | 4  | 22    |
| Švýcarsko            | 5  | 7  | 3  | –  | =9 | 3  | 5  | 9  | –  | 8  | –  | 10 | 11 | –  | –  | 8  | 10 | –  | –  | 11 | 6  | 8  | 8  | 9  | 8  | 17    |
| Ukrajina             |    |    |    |    |    |    |    |    |    |    |    |    |    |    |    |    |    | –  | –  | 10 | –  | –  | –  | –  | –  | 1     |
| USA                  | 2  | 2  | –  | 2  | 3  | –  | 2  | 2  | 1  | 5  | 6  | 2  | 5  | 1  | 7  | 7  | 4  | 8  | 6  | 2  | 8  | 2  | 4  | 7  | 5  | 22    |
| Velká Británie       | –  | 3  | 4  | –  | 1  | 5  | –  | –  | –  | –  | –  | –  | –  | –  | –  | –  | –  | –  | –  | –  | –  | –  | –  | –  | –  | 4     |
|                      |    |    |    |    |    |    |    |    |    |    |    |    |    |    |    |    |    |    |    |    |    |    |    |    |    |       |
| Počet účastníků      | 7  | 8  | 11 | 4  | 15 | 8  | 9  | 10 | 9  | 16 | 14 | 11 | 12 | 12 | 12 | 12 | 12 | 12 | 14 | 14 | 12 | 12 | 12 | 12 | 12 | 12    |

### Historická tabulka podle získaných bodů do roku 2014 (včetně)
Tabulka zobrazuje úspěšnost zemí podle vítězství, remíz a porážek. V letech 1920–2006 byly za vítězství dva body, remízu jeden bod a porážku nula bodů. Od roku 2010 jsou za vítězství v normální hrací době tři body, vítězství v prodloužení a samostatných nájezdech dva body, porážky v prodloužení a samostatných nájezdech jeden bod a za porážku v normální hrací době nula bodů. Remízy byly zrušeny.
|     | Země                  | Účast | Zápasy | Výhry | VP | Remízy | PP | Porážky | Skóre     | Body |
| --- | --------------------- | ----- | ------ | ----- | -- | ------ | -- | ------- | --------- | ---- |
| 1.  | Kanada                | 23    | 138    | 102   | 1  | 6      | 0  | 27      | 828:233   | 225  |
| 2.  | Švédsko               | 22    | 136    | 80    | 0  | 14     | 0  | 42      | 576:381   | 182  |
| 3.  | USA                   | 22    | 135    | 77    | 1  | 13     | 1  | 43      | 630:357   | 178  |
| 4.  | SSSR / Rusko          | 16    | 107    | 83    | 1  | 3      | 2  | 18      | 617:218   | 177  |
|     | z toho SSSR           | 9     | 62     | 55    | 0  | 2      | 0  | 5       | 446:115   | 112  |
|     | z toho SNS            | 1     | 8      | 7     | 0  | 0      | 0  | 1       | 46:14     | 14   |
|     | z toho Rusko          | 6     | 37     | 21    | 1  | 1      | 1  | 12      | 125:89    | 51   |
| 5.  | Československo / ČR   | 24    | 138    | 84    | 1  | 3      | 0  | 50      | 648:415   | 177  |
|     | z toho Československo | 16    | 103    | 66    | 0  | 2      | 0  | 35      | 542:340   | 134  |
|     | z toho Česko          | 8     | 36     | 19    | 1  | 1      | 0  | 15      | 110:78    | 45   |
| 6.  | Finsko                | 16    | 109    | 59    | 0  | 6      | 1  | 43      | 445:342   | 133  |
| 7.  | Německo               | 19    | 119    | 41    | 0  | 8      | 0  | 70      | 302:516   | 90   |
| 8.  | Švýcarsko             | 16    | 84     | 27    | 2  | 6      | 1  | 48      | 267:405   | 67   |
| 9.  | Polsko                | 13    | 75     | 20    | 0  | 3      | 0  | 52      | 199:419   | 41   |
| 10. | Slovensko             | 6     | 33     | 14    | 1  | 4      | 1  | 13      | 107:100   | 38   |
| 11. | Rakousko              | 13    | 70     | 15    | 0  | 7      | 0  | 48      | 206:374   | 38   |
| 12. | Japonsko              | 8     | 41     | 16    | 0  | 5      | 0  | 20      | 154:227   | 37   |
| 13. | Norsko                | 11    | 65     | 14    | 0  | 3      | 1  | 47      | 169:340   | 32   |
| 14. | Velká Británie        | 4     | 25     | 13    | 0  | 2      | 0  | 10      | 104:111   | 28   |
| 15. | Itálie                | 9     | 52     | 12    | 0  | 4      | 0  | 37      | 159:337   | 28   |
| 16. | Jugoslávie            | 5     | 30     | 12    | 0  | 2      | 0  | 16      | 109:160   | 26   |
| 17. | Rumunsko              | 4     | 25     | 10    | 0  | 2      | 0  | 13      | 95:115    | 22   |
| 18. | Francie               | 10    | 44     | 11    | 0  | 2      | 0  | 31      | 82:232    | 22   |
| 19. | Bělorusko             | 3     | 20     | 6     | 0  | 1      | 1  | 12      | 47:80     | 15   |
| 20. | Lotyšsko              | 5     | 21     | 3     | 0  | 2      | 1  | 15      | 48:105    | 10   |
| 21. | Kazachstán            | 2     | 12     | 3     | 0  | 1      | 0  | 8       | 30:56     | 7    |
| 22. | Slovinsko             | 1     | 5      | 2     | 0  | 0      | 0  | 3       | 10:16     | 6    |
| 23. | Ukrajina              | 1     | 4      | 2     | 0  | 0      | 0  | 2       | 11:14     | 4    |
| 24. | Maďarsko              | 3     | 17     | 2     | 0  | 0      | 0  | 15      | 33:91     | 4    |
| 25. | Belgie                | 4     | 10     | 2     | 0  | 0      | 0  | 8       | 21:83     | 4    |
| 26. | Nizozemsko            | 1     | 5      | 1     | 0  | 1      | 0  | 3       | 16:43     | 3    |
| 27. | NDR                   | 1     | 8      | 1     | 0  | 0      | 0  | 7       | 16:49     | 2    |
| 28. | Bulharsko             | 1     | 6      | 0     | 0  | 0      | 0  | 6       | 20:52     | 0    |
| 29. | Austrálie             | 1     | 6      | 0     | 0  | 0      | 0  | 6       | 10:87     | 0    |
|     |                       |       | 1540   | 712   | 9  | 98     | 9  | 712     | 5959:5959 | 1596 |

- VP – Vítězství v prodloužení nebo po samostatných nájezdech.
- PP – Porážky v prodloužení nebo po samostatných nájezdech

Poznámky k tabulce:
1. ↑  ČSSR – Polsko 7:1, pro pozitivní dopingový test Františka Pospíšila bylo vítězství i vstřelené góly týmu Československa odebrány. Polsko si připsalo výsledek 1:0, ale body mu přičteny nebyly.[2]
2. ↑  Polsko – Francie 6:2, pro pozitivní dopingový test Jaroslawa Morawieckého bylo vítězství i vstřelené góly týmu Polska odebrány. Francie si připsala výsledek 2:0, ale body ji přičteny nebyly.

## Ženský hokejový turnaj
Na 99. zasedání MOV v červenci 1992 bylo schváleno, že se ženský hokejový turnaj bude konat na ZOH 1998. Toto rozhodnutí muselo být ještě schváleno v Naganu organizačním výborem, který se původně zdráhal vůbec turnaj uskutečnit z důvodu zvýšených nákladů na pořádání turnaje. V listopadu roku 1992 organizační výbor a koordinační výbor MOV dosáhly dohody, která zařazuje ženský hokej do programu her v roce 1998. Součástí dohody bylo, že turnaj bude omezen na šest týmů.
Na ZOH 1998 v Naganu tedy hrálo šest týmů v jedné skupině každý s každým. Poté následovala utkání o umístění, ve kterých se střetly první a druhý v pořadí skupiny o zlato a třetí se čtvrtým o bronz. Od ZOH 2002 byl počet startujících rozšířen o dvě mužstva. Systém doznal také změny. Týmy byly rozděleny do dvou čtyřčlenných skupin, z nichž první dvě postoupila do play off o medaile. Týmy umístěné na třetím a čtvrtém místě ve skupině hrály o 5.–8. místo.

### Přehled pořadatelských měst a medailistů
| Rok      | Zlato  | Stříbro | Bronz     | Místo                 |
| -------- | ------ | ------- | --------- | --------------------- |
| ZOH 1998 | USA    | Kanada  | Finsko    | Nagano (Japonsko)     |
| ZOH 2002 | Kanada | USA     | Švédsko   | Salt Lake City (USA)  |
| ZOH 2006 | Kanada | Švédsko | USA       | Turín (Itálie)        |
| ZOH 2010 | Kanada | USA     | Finsko    | Vancouver (Kanada)    |
| ZOH 2014 | Kanada | USA     | Švýcarsko | Soči (Rusko)          |
| ZOH 2018 | USA    | Kanada  | Finsko    | Pchjongčchang (Korea) |
| ZOH 2022 | Kanada | USA     | Finsko    | Peking (Čína)         |

### Historické pořadí podle medailí (aktualizace po ZOH 2022)
| № | Země      | Zlato | Stříbro | Bronz | Celkem |
| 1 | Kanada    | 5     | 2       | 0     | 7      |
| 2 | USA       | 2     | 4       | 1     | 7      |
| 3 | Švédsko   | 0     | 1       | 1     | 2      |
| 4 | Finsko    | 0     | 0       | 4     | 4      |
| 5 | Švýcarsko | 0     | 0       | 1     | 1      |

### Účast jednotlivých zemí
| Země                         | 98 | 02 | 06 | 10 | 14  | 18 | 22 | Účast |
| ---------------------------- | -- | -- | -- | -- | --- | -- | -- | ----- |
| Česko                        | –  | –  | –  | –  | –   | –  | 7  | 1     |
| Čína                         | 4  | 7  | –  | 7  | –   | –  | 9  | 4     |
| Dánsko                       | –  | –  | –  | –  | –   | –  | 10 | 1     |
| Finsko                       | 3  | 4  | 4  | 3  | 5   | 3  | 3  | 7     |
| Itálie                       | –  | –  | 8  | –  | –   | –  | –  | 1     |
| Japonsko                     | 6  | –  | –  | –  | 8   | 6  | 6  | 4     |
| Kanada                       | 2  | 1  | 1  | 1  | 1   | 2  | 1  | 7     |
| Kazachstán                   | –  | 8  | –  | –  | –   | –  | –  | 1     |
| Korea                        | –  | –  | –  | –  | –   | 8  | –  | 1     |
| Německo                      | –  | 6  | 5  | –  | 7   | –  | –  | 3     |
| Olympijští sportovci z Ruska |    |    |    |    |     | 4  |    | 1     |
| Rusko                        | –  | 5  | 6  | 6  | DSQ |    |    | 4     |
| Slovensko                    | –  | –  | –  | 8  | –   | –  | –  | 1     |
| Sportovci ROV                |    |    |    |    |     |    | 5  | 1     |
| Švédsko                      | 5  | 3  | 2  | 4  | 4   | 7  | 8  | 7     |
| Švýcarsko                    | –  | –  | 7  | 5  | 3   | 5  | 4  | 5     |
| USA                          | 1  | 2  | 3  | 2  | 2   | 1  | 2  | 7     |
|                              |    |    |    |    |     |    |    |       |
| Počet účastníků              | 6  | 8  | 8  | 8  | 8   | 8  | 10 |       |

## Medailové pořadí zemí
Aktualizace po Zimních olympijských hrách 2018.
| Pořadí           | Země                               | Zlato | Stříbro | Bronz | Celkem |
| ---------------- | ---------------------------------- | ----- | ------- | ----- | ------ |
| 1.               | Kanada (CAN)                       | 13    | 6       | 3     | 22     |
| 2.               | Sovětský svaz (URS)                | 7     | 1       | 1     | 9      |
| 3.               | Spojené státy americké (USA)       | 4     | 11      | 2     | 17     |
| 4.               | Švédsko (SWE)                      | 2     | 4       | 5     | 11     |
| 5.               | Česko (CZE)                        | 1     | 0       | 1     | 2      |
| 5.               | Velká Británie (GBR)               | 1     | 0       | 1     | 2      |
| 7.               | Olympijští sportovci z Ruska (OAR) | 1     | 0       | 0     | 1      |
| 7.               | Sjednocený tým (EUN)               | 1     | 0       | 0     | 1      |
| 9.               | Československo (TCH)               | 0     | 4       | 4     | 8      |
| 10.              | Finsko (FIN)                       | 0     | 2       | 7     | 9      |
| 11.              | Německo (GER)                      | 0     | 1       | 1     | 2      |
| 11.              | Rusko (RUS)                        | 0     | 1       | 1     | 2      |
| 13.              | Švýcarsko (SUI)                    | 0     | 0       | 3     | 3      |
| 14.              | Západní Německo (FRG)              | 0     | 0       | 1     | 1      |
| Celkem (14 zemí) | Celkem (14 zemí)                   | 30    | 30      | 30    | 90     |